# 拉赫尼
48°55′47″N 29°26′5″E / 48.92972°N 29.43472°E
拉赫尼是烏克蘭的村落，位於該國西南部文尼察州，由海辛區負責管轄，處於索布河畔，始建於1811年，面積16.8平方公里，海拔高度177米，2001年人口427。